# Drinov Peak

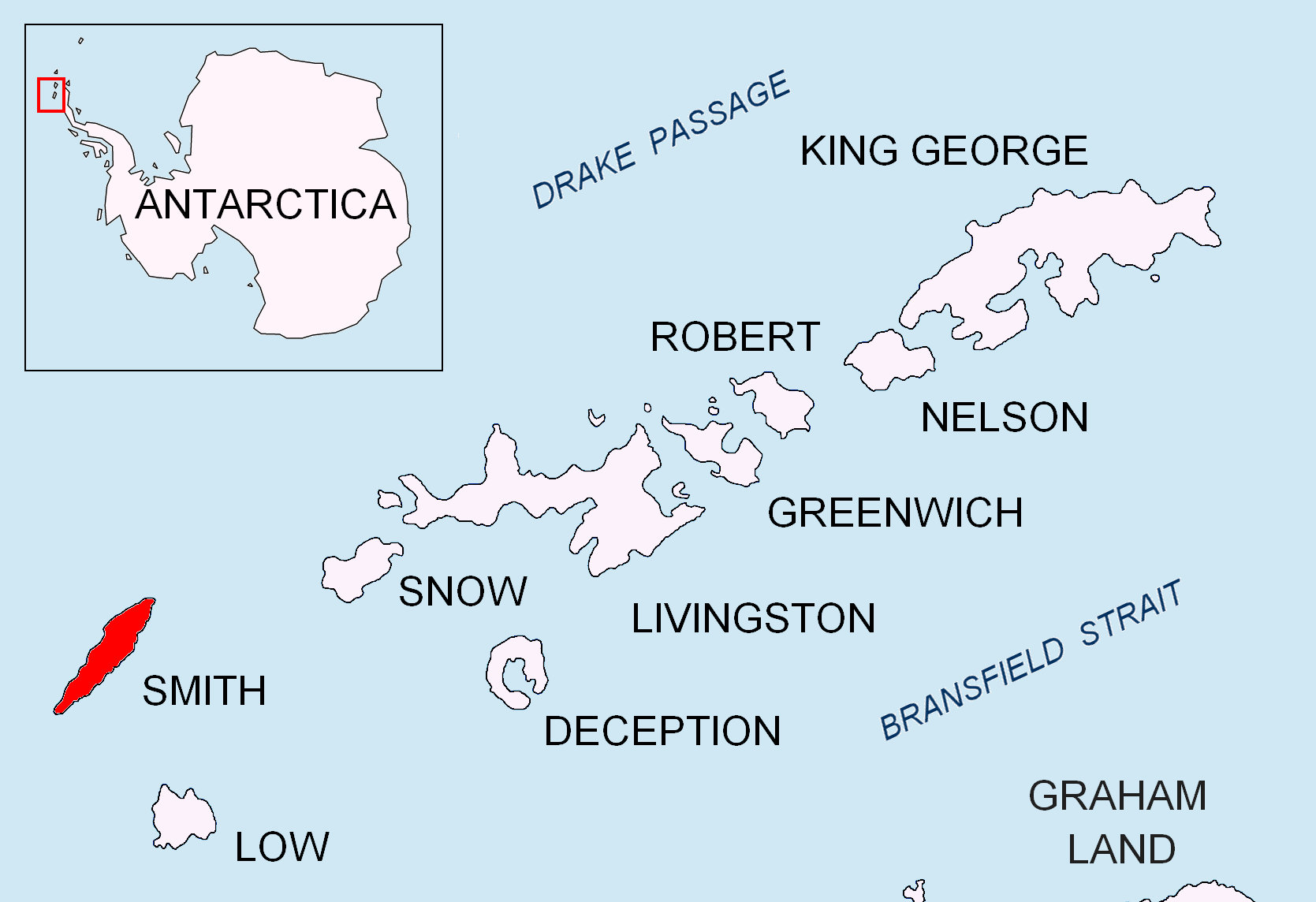
Localizzazione dell'Isola Smith, nelle Isole Shetland Meridionali.

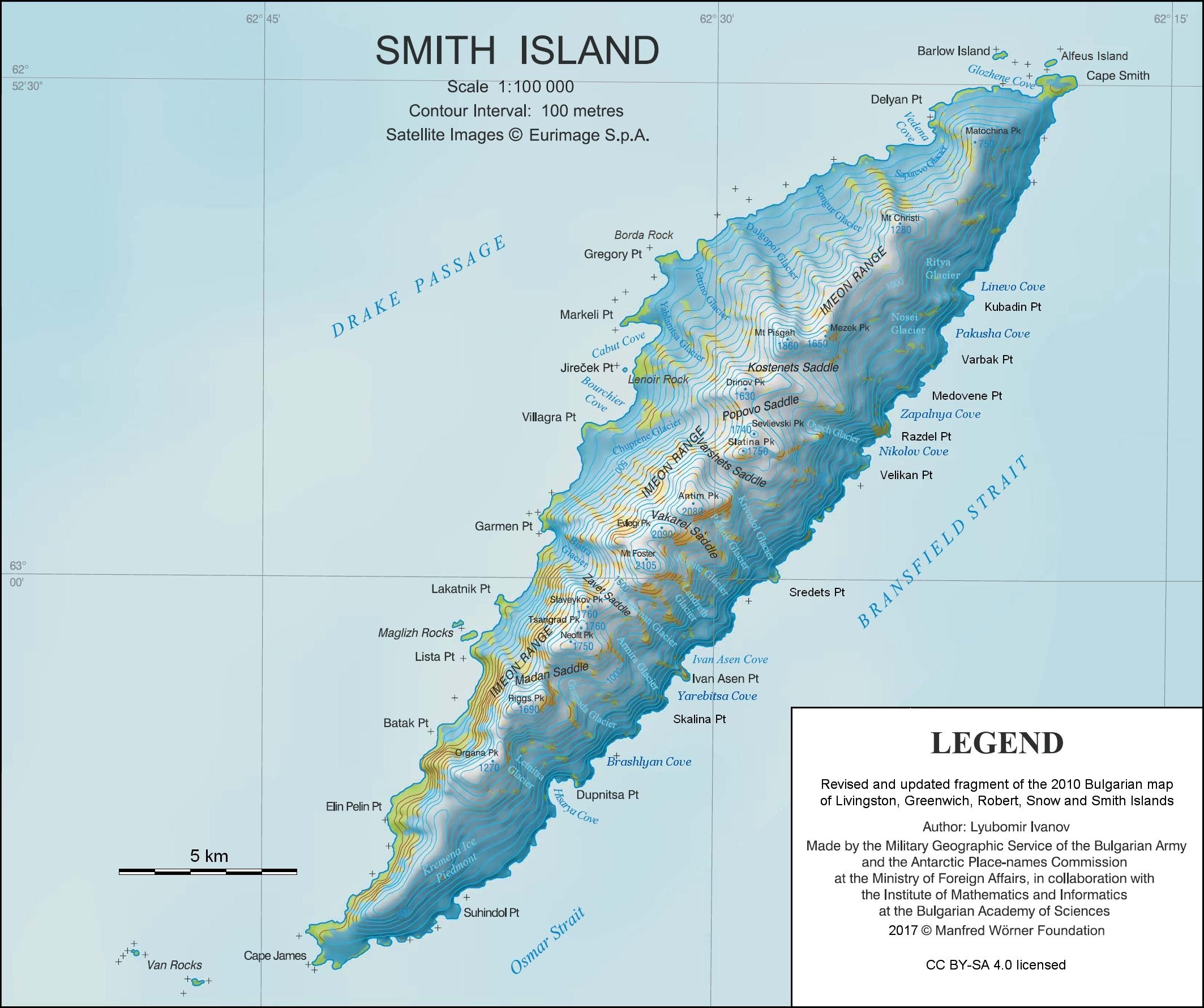
Mappa topografica dell'Isola Smith. Il Drinov Peak si trova nella parte centrale, poco a sud del Monte Pisgah.

Drinov Peak (in lingua bulgara: Дринов връх, Drinov Vrah) è un picco montuoso antartico, alto 1.630 m, situato nell'Imeon Range, catena montuosa che occupa la parte interna dell'Isola Smith, che fa parte delle Isole Shetland Meridionali, in Antartide.

## Denominazione
La denominazione è stata assegnata dalla Commissione bulgara per i toponimi antartici in onore dello scienziato bulgaro Marin Drinov (1838–1906), che nel 1869 fu tra i fondatori e primo presidente dell'Accademia bulgara delle scienze.

## Localizzazione
Il picco è situato 3,6 km a nord-nordest dell'Antim Peak, 1,9 km a nord dello Slatina Peak, 2,91 km a est-sudest di Jireček Point e 1,85 km a sudovest del Monte Pisgah.  Sovrasta il Ghiacciaio Ovech a sudest, il Ghiacciaio Vetrino a nord, il Ghiacciaio Yablanitsa a nordovest e il Ghiacciaio Chuprene a sudovest.
Mappatura bulgara del 2009. 

## Mappe
- Chart of South Shetland including Coronation Island, &c. from the exploration of the sloop Dove in the years 1821 and 1822 by George Powell Commander of the same. Scale ca. 1:200000. London: Laurie, 1822.
- L.L. Ivanov. Antarctica: Livingston Island and Greenwich, Robert, Snow and Smith Islands. Scale 1:120000 topographic map. Troyan: Manfred Wörner Foundation, 2010. ISBN 978-954-92032-9-5 (First edition 2009. ISBN 978-954-92032-6-4)
- South Shetland Islands: Smith and Low Islands. Scale 1:150000 topographic map No. 13677. British Antarctic Survey, 2009.
- Antarctic Digital Database (ADD). Scale 1:250000 topographic map of Antarctica. Scientific Committee on Antarctic Research (SCAR). Since 1993, regularly upgraded and updated.
- L.L. Ivanov. Antarctica: Livingston Island and Smith Island. Scale 1:100000 topographic map. Manfred Wörner Foundation, 2017. ISBN 978-619-90008-3-0